# Florida Department of Corrections
Das Florida Department of Corrections (FDC) ist die Strafvollzugsbehörde des US-Bundesstaates Florida und der Nachfolger des Florida Department of Offender Rehabilitation. Seit November 2021 ist Ricky D. Dixon Secretary des FDC.

## Geschichte

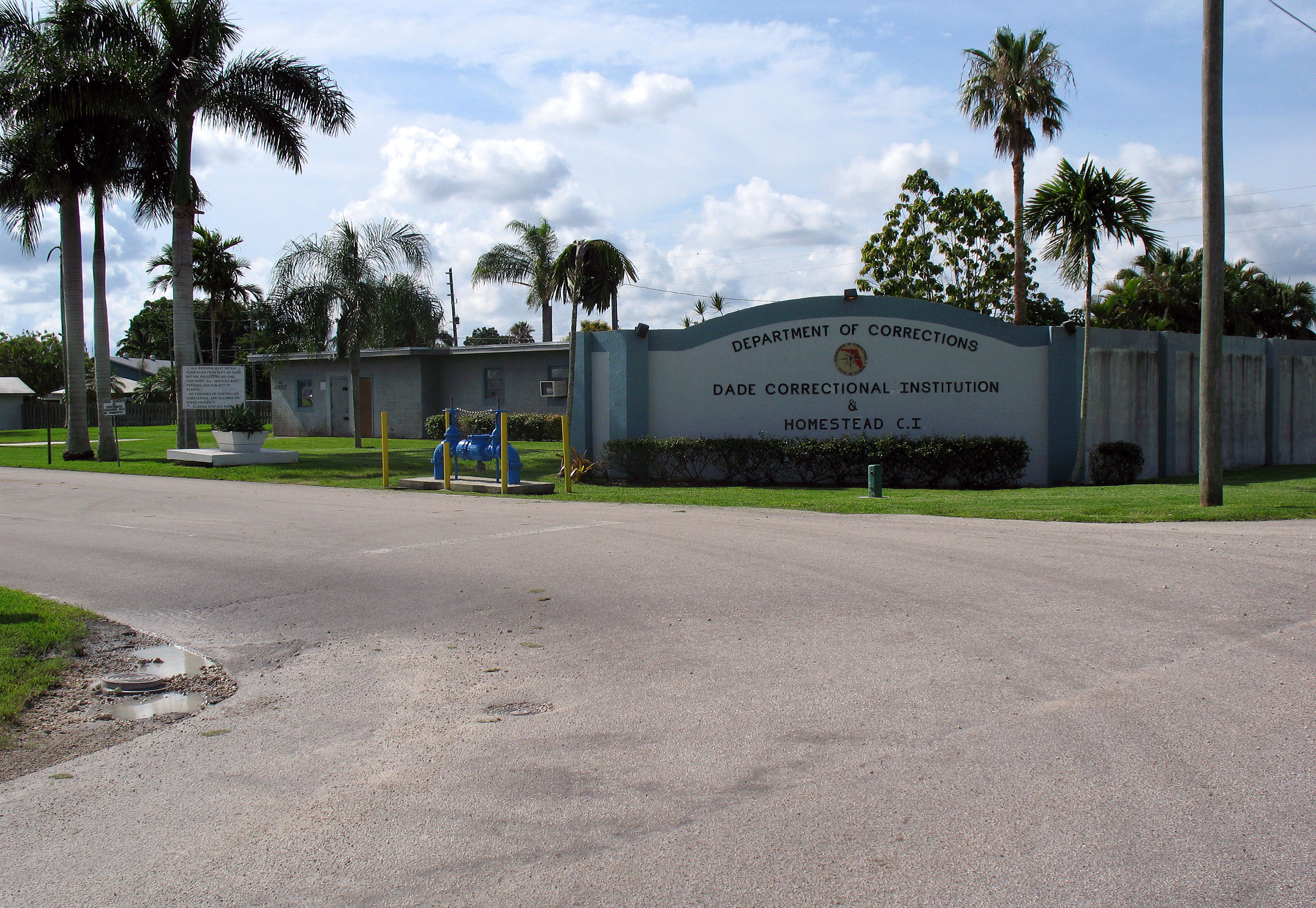
Eingang der Dade Correctional Institution

Das erste Gefängnis wurde im Jahr 1886 in Chattahoochee unter dem 9. Gouverneur Floridas Harrison Reed eröffnet. 1978 wurde die Behörde von Florida Department of Offender Rehabilitation zum aktuellen Namen umbenannt.
Von 1991 bis 2010 ist die Kriminalitätsrate um 52 % gesunken, weshalb mehrere Gefängnisse geschlossen wurden.
Der Hauptsitz des Florida Department of Corrections befindet sich in Tallahassee.

### Demographie
89 % der Gefangenen sind männlich, 11 % weiblich. Die meisten Gefangenen in Gefängnissen des FDC wurden wegen Mordes verurteilt. Die Durchschnittshaftzeit bei Mordverurteilten liegt bei 36,5 Jahren, das Durchschnittsalter bei 44,1 Jahren. Mit 37 % ist die Altersgruppe 35–49 in den Gefängnissen am häufigsten vertreten (Stand: Juni 2019).

### Rückfall
Im Jahr 2003 lag die Anzahl an Personen, welche innerhalb von 3 Jahren wieder zu einer Gefängnisstrafe verurteilt wurden bei 32,8 %. Mit Stand 2015 ist dieser Wert auf 24,7 % gesunken.

## Finanzen
Die Kosten für einen Gefangen betragen jährlich 20.367 $. Gefängniswärter des FDC verdienen jährlich 33.500,20 $ (Stand: 2016).

### Budgetkürzungen 2011
Im Jahr 2011 hat der Bundesstaat Florida bekanntgegeben, dass 4 Gefängnisse und 2 Bootcamps geschlossen werden. Dadurch konnten 30 Milliarden $ pro Jahr eingespart werden. Gefängniswärter und Gefangene der betroffenen Gefängnisse wurden in andere Gefängnisse verlegt. Die Schließung betraf folgende Einrichtungen:
- Brevard Correctional Institution
- Lowell Boot Camp
- Sumter Basic Training Unit
- Hendry Correctional Institution
- Hillsborough Correctional Institution
- Tallahassee Road Prison.[8]

### Zweite Schließung von Gefängnissen im Jahr 2012
Im Januar 2012 wurde bekanntgegeben, dass weitere Gefängnisse geschlossen werden. Gründe dafür seien sowohl Kosteneinsparungen als auch der Rückgang an Gefangenen in Gefängnissen in Florida. Dies betraf die folgenden Gefängnisse:
- Broward Correctional Institution (geschlossen 1. Mai 2012)
- Demilly Correctional Institution (geschlossen 1. Juni 2012)
- Gainesville Correctional Institution (geschlossen 1. Februar 2012)
- Hillsborough Correctional Institution (geschlossen 1. März 2012)
- Indian River Correctional Institution (geschlossen 1. Mai 2012)
- New River Correctional Institution (geschlossen 1. März/1. April 2012)
- River Junction Work Camp (geschlossen 1. Februar 2012)
- Caryville Work Camp (geschlossen 1. Februar 2012)
- Hendry Work Camp (geschlossen 1. Juni 2012)
- Levy Forestry Camp (geschlossen 1. Februar 2012).[9]

### Mitarbeiter
Beim Florida Department of Corrections sind mit Stand Juni 2012 23.525 Mitarbeiter angestellt. Davon sind 17.498 Bewährungshelfer (englisch: parole officer) oder Gefängniswärter. 15.280 Mitarbeiter waren in den Einrichtungen angestellt. 8,6 % der Mitarbeiter sind in der Gesundheitsvorsorge tätig.